# ギアナウズラ
ギアナウズラ (ギアナ鶉、学名：Odontophorus gujanensis) は、ハウズラ科に分類される鳥類の一種である。

## 分布
中央アメリカ（コスタリカからパナマ）から南アメリカ中部（コロンビアからボリビア、ブラジルまで）にかけて分布する。

## 形態
全長26-28cm。雄の方がやや大きい。亜種によって羽色は変化する。体の上面は暗い褐色に褐色の斑が入る。体の下面はやや淡い黄褐色で、亜種によっては細い縞や斑点が入る。後頭部には短い冠羽がある。嘴は灰色がかった黒色、脚は暗い灰色である。

## 生態
熱帯や亜熱帯の森林の下草地に生息する。小規模から中規模の群れを作って生活する。
主に植物の種子や小型の果実を食べる。
森林の中の草地に営巣する。

## 亜種
以下の8亜種に分類される。
- Odontophorus gujanensis castigatus
- Odontophorus gujanensis marmoratus
- Odontophorus gujanensis medius
- Odontophorus gujanensis gujanensis
- Odontophorus gujanensis buckleyi
- Odontophorus gujanensis pachyrhynchus
- Odontophorus gujanensis rufogularis
- Odontophorus gujanensis simonsi